# Ру, Огюстен
Огюсте́н Ру (фр. Augustin Roux; 1726, Бордо — 1 сентября 1776, Париж) — французский врач, переводчик, энциклопедист и литератор эпохи Просвещения.

## Биография
Получил медицинское образование в родном городе, в 1750 году получил докторскую степень, после чего переехал в Париж и первое время получал финансовую поддержку от Монтескьё, поскольку его семья, желавшая видеть его не врачом, а священником, отказалась поддерживать его. 
Был с 1762 года редактором «Journal de médecine», a в 1771 году был назначен профессором медицинского факультета Парижского университета ввиду своего хорошего знания химии. 
Самостоятельно изучил английский язык и перевёл несколько работ по медицине с английского на французский. Был регулярным посетителем салона барона Гольбаха. Написал две статьи для энциклопедии Дидро.

## Основные труды
- Roux A. Annales topographiques ou Notice des progrès des connaissances humaines. — Paris, 1758—1762.
- Roux A. Histoire naturelle, chimique et médicinale des corps des trois règnes de la nature
- Roux A. Recherches historiques et critiques sur les differents moyens qu’on à employés jusqu’à présent pour refroidir les liqueurs, 1758.
- Roux A. Nouvelle encyclopédie portative ou Tableau général des connaissances humaines, 1766.
- Roux A. Dissertation sur la nature de l’esprit de nitre dulcifié, relativement à la dissolution du mercure, 1770.